# Перри, Эдвард Эйлсворт
Эдвард Эйлсворт Перри (англ. Edward Aylsworth Perry; 15 марта 1831 года — 15 октября 1889 года) — американский офицер, бригадный генерал армии Конфедерации и 14-й губернатор штата Флорида. Демократ.

## Ранние годы
Родился в Ричмонде в штате Массачусетс в семье Аса и Филуры Перри, был четвёртым из пяти детей. В 1853 году, после кратковременного посещения Йельского университета, переехал в Гринвилл в штат Алабама. Здесь он изучал право вместе с Хилари Робертом (героем битвы при Геттисберге и министром военно-морских сил в подчинении у президента Гровера Кливленда). Вскоре Эдвард Перри переезжает в Пенсаколу и сдаёт экзамен на адвоката и с 1857 по 1861 работает судьёй в округе Эскамбия.

## Гражданская война
В годы гражданской войны Перри сражался за Конфедерацию, пройдя путь от рядового до бригадного генерала. В мае 1861 года он вступил в роту А 2-го флоридского пехотного полка и вскоре был избран капитаном. Через год его выбрали полковником этого полка. В этом же полку служил Френсис Флеминг, впоследствии преемник Перри а посту губернатора Флориды.
В июне 1862 года он был ранен в сражении при Глендейле. 28 августа 1862 года его повысили до бригадного генерала и направили на тыловую службу, но на следующий год он вернулся к полевой службе. Он стал командовать флоридской бригадой в Северовирджинской армии. Бригада приняла участие в сражении при Чанселорсвилле, после которого Перри заболел тифом и пропустил Геттисбергскую кампанию. Командование бригадой принял полковник Дэвид Лэнг.
Перри вернулся в армию в конце 1863 года и командовал бригадой во время кампании Бристо. 6 мая 1864 года он получил тяжелое ранение во время сражения в Глуши. Он вернулся в строй во время осады Петерсберга, но был еще непригоден для строевой службы. В итоге его отправили в Алабаму, где он служил в инвалидном корпусе.